# Bård Breivik
Bård Breivik (23 de novembro de 1948 - 10 de janeiro de 2016) foi um escultor norueguês. Ele nasceu em Bergen, e cresceu em Laksevåg. Breivik realizou uma cátedra no Instituto Real da Arte em Estocolmo de 1982 a 1985 e trabalhou ativamente como um artista durante a maior parte de sua vida. Um dos seus projetos mais altos do perfil foi a construção de novas colunas decorativas na Praça Torgallmenningen na sua cidade de Bergen. Museus que possuem suas obras incluem o Museu Norueguês da Arte Contemporânea, o Centro de Arte Henie-Onstad e Moderna Museet. No final de 2014 ele foi diagnosticado com câncer incurável. Ele passou suas últimas semanas no Diakonhjemmet hospital e em sua casa em Ekely em Oslo, antes de morrer em janeiro de 2016.